# Luis Hernández Cotter
Luis Hernández Cotter (Casablanca, Marruecos, 10 de diciembre de 1948) es un exvoleibolista español. Fue jugador del Atlético de Madrid, Real Madrid, Turavia y Recuerdo. Jugaba de colocador siendo su punto débil el bloqueo. Es hermano del también voleibolista Rafael Hernández Cotter que jugaba en su misma posición.
También jugó en Denver Comets convirtiéndose, tras Miguel Ocón, en el segundo deportista profesional de voleibol de España. El propio Ocón fue quien le llevó a la IVA siendo compañeros de equipo.
En 1984 pasa a ser entrenador del Club Voleibol Madrid.